# أليخاندرو بول هورتادو
أليخاندرو بول هورتادو (بالإسبانية: Alejandro Pol Hurtado) هو لاعب كرة قدم فنزويلي، ولد في 29 مارس 1990 في كاراكاس في فنزويلا. لعب مع ديبورتيفو ميراندا.

## وصلات خارجية
- أليخاندرو بول هورتادو على موقع قاعدة بيانات كرة القدم.إي يو (الإنجليزية)
- أليخاندرو بول هورتادو على موقع Soccerway.com (الإنجليزية)